# Margareta Bergman (Schriftstellerin)
Karin Ann Margareta Bergman (* 22. August 1922 in Uppsala, Schweden; † 27. September 2006 in Stockholm), mit Ehenamen Britten Austin, war eine schwedische Schriftstellerin.
Margareta Bergman war die einzige Tochter des Pfarrers und späteren Hofpredigers Erik Bergman (1886–1970). Ihre älteren Brüder waren der Diplomat Dag Bergman und der Regisseur Ingmar Bergman. Sie wuchs in Stockholm auf und legte 1947 das philologische Kandidatenexamen ab. 1951 heiratete sie den englischen Autor und Übersetzer Paul Britten Austin (1922–2005), mit dem sie in Stockholm und längere Zeit auch in Lindfield (West Sussex) lebte. Sie hatten vier Kinder, darunter die Autorin, Übersetzerin und Malerin Veronica Ralston (* 1951) und die Bildhauerin Rose Britten Austin (* 1957), verheiratet mit dem Sänger Peter Ekberg Pelz.
Bergman schrieb einige Romane, die teilweise auch ins Deutsche, Dänische und Englische übersetzt wurden. Wie in den Filmen ihres Bruders Ingmar sind auch in ihren Büchern die unglückliche Kindheit, Sprachlosigkeit und die unerfüllte Suche nach Gott wiederkehrende Themen.

## Schriften (Auswahl)
- Puckelryggen. En romantisk berättelse. Proprius, Stockholm 1971. ISBN 91-7118-120-2
- Flickan i Obaldine. Legendroman. Rabén & Sjögren, Stockholm 1975. ISBN 91-29-43775-X
- Den sommaren och andra noveller. Rabén & Sjögren, Stockholm 1976. ISBN 91-29-46251-7
- Karin vid havet. Rabén & Sjögren, Stockholm 1980. ISBN 91-29-54276-6
  - Karin. Translated by Paul Britten Austin. Duckworth, London 1985.
- Spegel, spegel. Legenda, Stockholm 1986. ISBN 91-582-0856-9
  - Spiegel, Spiegel. Roman. Dt. von Birgitta Kicherer. Rowohlt, Reinbek bei Hamburg 1990. ISBN	978-3-499-12569-0
  - Mirror, Mirror. A Novel. Translated by Veronica Ralston. Peter Owen, London 1998.
- Ångestens barn. Roman. Carlsson, Stockholm 1992.